# سكوت فيلان
سكوت فيلان (بالإنجليزية: Scott Phelan)‏ (13 مارس 1988 في المملكة المتحدة - ) هو لاعب كرة قدم بريطاني في مركز الوسط. شارك مع منتخب إنجلترا تحت 16 سنة لكرة القدم ومنتخب إنجلترا تحت 17 سنة لكرة القدم ومنتخب إنجلترا تحت 18 سنة لكرة القدم. أما مع النوادي، فقد لعب مع برادفورد سيتي ونادي إيفرتون ونادي كيدرمينستر هاريرز لكرة القدم ونادي ألترينتشام وVauxhall Motors F.C. ‏ وإف سي هاليفاكس تاون.

## وصلات خارجية
- سكوت فيلان على موقع قاعدة بيانات كرة القدم.إي يو (الإنجليزية)
- سكوت فيلان على موقع Soccerbase.com (لاعب) (الإنجليزية)